# رامشتاين-ميزنباخ
رامشتاين ميزنباخ (بالألمانية: Ramstein-Miesenbach) هي بلدة ألمانية تقع في ألمانيا في راينلند بالاتينات. يقدر عدد سكانها بـ 7,898 نسمة.

## المدن التوأمة
مدينة Maxéville هي مدينة توأمة لـرامشتاين ميزنباخ.